# Les réformés se portent bien
Série
Comment se faire réformer
(1978) Ces flics étranges venus d'ailleurs
(1978)
Pour plus de détails, voir Fiche technique et Distribution.
Les réformés se portent bien est un film français réalisé par Philippe Clair, sorti en 1978.

## Synopsis
Le film est la suite de Comment se faire réformer, le précédent long métrage de Philippe Clair.

## Fiche technique
- Titre : Les réformés se portent bien
- Réalisation : Philippe Clair, assisté d'Alain Nauroy
- Scénario : Philippe Clair, Claire Sochon, Philippe Sochon
- Décors : René-Yves Bouty
- Photographie : Claude Becognée
- Son : Jean-Claude Reboul
- Montage : Claudio Ventura
- Musique : Jean-Pierre Doering
- Sociétés de production : Alexia Films - Les Films de l'Alma - Babel Productions
- Pays d’origine :  France
- Format :  Noir et blanc - 1,66:1 - 35 mm - son mono
- Genre : comédie
- Durée : 85 minutes
- Date de sortie : France, 25 octobre 1978

## Distribution
- Philippe Clair : L'adjudant Nestor
- Michel Peyrelon : Capt. Pichet
- Evelyne Buyle : Christine
- Michel Melki :  Le peureux (Les 13 Cloches)
- Bernard Pinet : Alain, le marseillais (Les 13 Cloches)
- Hervé Palud : René, le costaud (Les 13 Cloches)
- Richard Anconina : Le juif (Les 13 Cloches)
- Vidal Benchimol : L'arabe (Les 13 Cloches)
- Jérôme Bensoussan	: Le yogi (Les 13 Cloches)
- Daniel Derval : La fausse folle (Les 13 Cloches)
- Marc Desmazières : Le gosse (Les 13 Cloches)
- Gérard Hemker : Le bedeau (Les 13 Cloches)
- Eddy Jabès : Le Belge (Les 13 Cloches)
- Gérard Lecaillon : Le snob (Les 13 Cloches)
- Philippe Sochon	: Le hippie (Les 13 Cloches)
- Pierre Triboulet : Triboulet (Les 13 Cloches)
- La petite Eve : La petite fille snob
- Henri Attal
- Serge Berry	: Col. Berry
- Jacques Bouanich : Le faux pédé
- Bernard Billaux-Leclerc : Commandant Coulot
- Corinne Armand
- Mélanie Armao
- Céline Chatry
- Mallory Clair : La fille à la voiture
- Cathy Denizet
- Alain Frédéric
- Jimmy Karoubi
- Alain Gottesmann : Le guitariste
- Jean-Pierre Lituac : Col. Chabert
- Fernand Legros : Le curé
- Dominique Zardi
- Isabelle Mariage
- Daniel Milgram
- Muriel Montossé
- Maya Panni
- Joëlle Péricauld
- Gilbert Servien
- Doryth Sfez
- Claire Sochon : 	La fiancée de la fausse folle
- Victor Béniard : Le militaire de carrière (non crédité)